# Nickelsdorf
Nickelsdorf (ungarisch Miklóshalma, Miklósfalu; kroatisch Mikištrof) ist eine Gemeinde mit 1843 Einwohnern (Stand 1. Jänner 2025) im Bezirk Neusiedl am See im Burgenland in Österreich. Die Gemeinde zählt zum Siedlungsgebiet der Burgenlandungarn, deren Anteil an der Gesamtbevölkerung von Nickelsdorf rund drei Prozent beträgt.

## Geographie
Nickelsdorf ist eine der am östlichsten gelegenen Gemeinden von Österreich. Östlich von Nickelsdorf liegt der bedeutende Straßen- und Bahn-Grenzübergang nach Hegyeshalom (deutsch Straß-Sommerein) in Ungarn.
Nachbargemeinden:
| Zurndorf |                                             | Deutsch Jahrndorf |
| Mönchhof | Kompassrose, die auf Nachbargemeinden zeigt |                   |
| Halbturn |                                             | Ungarn            |

## Geschichte
Im Bereich des Alten Dorfes (Bruckmühl) nördlich des Ortes wurden Keramikscherben aus der Urnenfelderkultur geborgen. Aus der Zeit der römischen Besatzung wurden an der Grenze zu Zurndorf zwei Gräber und einen Kindersarkophag gefunden. Aus der gleichen Zeit stammen die Reste von zwei Gutshöfen, die durch Münzen, Schmuck, Bronzefibeln und Gebrauchsgegenstände belegt sind.
Nach der ungarischen Landnahme wurden hier Petschenegen angesiedelt. Die Petschenegen lebten hier als Grenzwächter des ungarischen Königtums. Die Gemeinde hieß in dieser Zeit Turdemech (Turdemicz, Thurdamesz, Tordamez). 1532 ist sie als Miklósfalu erwähnt. Der Ort gehörte bis 1921 zu Ungarn im Komitat Moson.
Nach Ende des Ersten Weltkriegs wurde nach zähen Verhandlungen Deutsch-Westungarn in den Verträgen von St. Germain und Trianon 1919 Österreich zugesprochen. Der Ort gehört seit 1921 zum neu gegründeten Bundesland Burgenland (siehe auch Geschichte des Burgenlandes).

### Bevölkerungsentwicklung
| Nickelsdorf: Einwohnerzahlen von 1869 bis 2025      | Nickelsdorf: Einwohnerzahlen von 1869 bis 2025 | Nickelsdorf: Einwohnerzahlen von 1869 bis 2025 | Nickelsdorf: Einwohnerzahlen von 1869 bis 2025 | Nickelsdorf: Einwohnerzahlen von 1869 bis 2025 |
| --------------------------------------------------- | ---------------------------------------------- | ---------------------------------------------- | ---------------------------------------------- | ---------------------------------------------- |
| Jahr                                                |                                                |                                                |                                                | Einwohner                                      |
| 1869                                                | 1869                                           |                                                | 1.596                                          | 1.596                                          |
| 1880                                                | 1880                                           |                                                | 1.807                                          | 1.807                                          |
| 1890                                                | 1890                                           |                                                | 1.782                                          | 1.782                                          |
| 1900                                                | 1900                                           |                                                | 1.888                                          | 1.888                                          |
| 1910                                                | 1910                                           |                                                | 1.820                                          | 1.820                                          |
| 1923                                                | 1923                                           |                                                | 2.129                                          | 2.129                                          |
| 1934                                                | 1934                                           |                                                | 2.278                                          | 2.278                                          |
| 1939                                                | 1939                                           |                                                | 2.340                                          | 2.340                                          |
| 1951                                                | 1951                                           |                                                | 2.225                                          | 2.225                                          |
| 1961                                                | 1961                                           |                                                | 2.008                                          | 2.008                                          |
| 1971                                                | 1971                                           |                                                | 1.851                                          | 1.851                                          |
| 1981                                                | 1981                                           |                                                | 1.649                                          | 1.649                                          |
| 1991                                                | 1991                                           |                                                | 1.630                                          | 1.630                                          |
| 2001                                                | 2001                                           |                                                | 1.566                                          | 1.566                                          |
| 2011                                                | 2011                                           |                                                | 1.629                                          | 1.629                                          |
| 2021                                                | 2021                                           |                                                | 1.832                                          | 1.832                                          |
| 2025                                                | 2025                                           |                                                | 1.843                                          | 1.843                                          |
| Quelle(n): Statistik Austria, Gebietsstand 1.1.2021 |                                                |                                                |                                                |                                                |

## Kultur und Sehenswürdigkeiten
- Evangelische Pfarrkirche Nickelsdorf: Die Kirche bzw. das Bethaus wurde 1787 errichtet und im selben Jahr am 11. Oktober geweiht. Nachdem ab 1791 evangelische Kirchen auch einen Turm und ein Geläute haben durften, wurde 1797 die erste Glocke angekauft und in einem Holzgerüst aufgezogen. 1823 erfolgte an der Nordwestfassade der Anbau eines achteckigen Turmes mit Glockenstube und Spitzhelm.[3] 1975 wurden die Gebäude vor der Kirche abgerissen, so dass ein großer Kirchenvorplatz entstand.[4]
- Katholische Pfarrkirche Nickelsdorf hl. Nikolaus: Die Vorgängerkirche wurde im Zuge der Reformation von den Protestanten genutzt. Am 24. August 1673 wird sie durch den Bischof Graf Kolonitsch mithilfe von 40 Soldaten der katholischen Bevölkerung wieder übergeben.[3] Ab 1904 wird anstelle der zu kleinen und baufälligen Vorgängerkirche unmittelbar nördlich eine neue errichtet und am 15. Oktober 1905 geweiht.[5] Sie hat ein einschiffiges Langhaus mit Strebpfeilern, einen Ostturm, einen Treppenturm und einen eingezogenen Chor. Das vierjochige Langhaus ist kreuzrippengewölbt, die Empore dreiachsig mit vorgebauter Brüstung. Die drei neogotischen Schnitzaltäre stammen aus der Bauzeit.[6] Die Vorgängerkirche wurde während des Neubaus abgerissen und das Baumaterial teilweise für den Neubau verwendet. Auf der freiwerdenden Fläche richtete man einen Pfarrgarten ein und von 1972 bis 1974 wurde darauf die Aufbahrungshalle errichtet.

### Regelmäßige Veranstaltungen
- Nova Rock: Das Nova Rock, ein Rockmusik-Festival, findet seit 2005 jährlich im Juni in Nickelsdorf auf den Pannonia-Fields statt
- Konfrontationen: Die internationale Jazzveranstaltung wurde mit der Jazzgalerie Nickelsdorf 1976 gegründet. Seit 1979 ist die Jazzgalerie der Veranstalter.

## Politik

### Gemeindevorstand
Dem Gemeindevorstand gehören neben Bürgermeister Gerhard Zapfl (SPÖ) und Vizebürgermeister Helmut Pecher (ÖVP) weiters Michael Eder (ÖVP), Verena Hänsler (SPÖ), Roman Nitschinger (SPÖ), Denise Pecher (ÖVP) und Erich Weisz (SPÖ) an.

### Gemeinderat
Der Gemeinderat umfasst aufgrund der Einwohnerzahl insgesamt 21 Mitglieder.
| Partei          | 2022             | 2022             | 2022             | 2017             | 2017             | 2017             | 2012             | 2012             | 2012             | 2007             | 2007             | 2007             | 2002    | 2002    | 2002    | 1997             | 1997             | 1997             |
| Partei          | Sti.             | %                | M.               | Sti.             | %                | M.               | Sti.             | %                | M.               | Sti.             | %                | M.               | Sti.    | %       | M.      | Sti.             | %                | M.               |
| --------------- | ---------------- | ---------------- | ---------------- | ---------------- | ---------------- | ---------------- | ---------------- | ---------------- | ---------------- | ---------------- | ---------------- | ---------------- | ------- | ------- | ------- | ---------------- | ---------------- | ---------------- |
| SPÖ             | 702              | 54,67            | 12               | 627              | 50,48            | 11               | 656              | 59,21            | 12               | 570              | 52,63            | 11               | 540     | 48,13   | 10      | 536              | 48,24            | 10               |
| ÖVP             | 433              | 33,72            | 7                | 462              | 37,20            | 8                | 361              | 32,58            | 6                | 258              | 23,82            | 4                | 134     | 11,94   | 2       | 123              | 11,07            | 2                |
| FPÖ             | 149              | 11,60            | 2                | 113              | 9,10             | 2                | 91               | 8,21             | 1                | 68               | 6,28             | 1                | 76      | 6,77    | 1       | 104              | 9,36             | 1                |
| Grüne           | nicht kandidiert | nicht kandidiert | nicht kandidiert | 40               | 3,22             | 0                | nicht kandidiert | nicht kandidiert | nicht kandidiert | 187              | 17,27            | 3                | 101     | 9,00    | 1       | nicht kandidiert | nicht kandidiert | nicht kandidiert |
| BGL             | nicht kandidiert | nicht kandidiert | nicht kandidiert | nicht kandidiert | nicht kandidiert | nicht kandidiert | nicht kandidiert | nicht kandidiert | nicht kandidiert | nicht kandidiert | nicht kandidiert | nicht kandidiert | 271     | 24,15   | 5       | 348              | 31,32            | 6                |
| Wahlberechtigte | 1722             | 1722             | 1722             | 1619             | 1619             | 1619             | 1496             | 1496             | 1496             | 1444             | 1444             | 1444             | 1360    | 1360    | 1360    | 1319             | 1319             | 1319             |
| Wahlbeteiligung | 80,14 %          | 80,14 %          | 80,14 %          | 81,53 %          | 81,53 %          | 81,53 %          | 81,08 %          | 81,08 %          | 81,08 %          | 82,55 %          | 82,55 %          | 82,55 %          | 87,72 % | 87,72 % | 87,72 % | 91,13 %          | 91,13 %          | 91,13 %          |

### Bürgermeister
Bürgermeister ist seit 1996 Gerhard Zapfl (SPÖ). Bei der Bürgermeisterdirektwahl 2017 kam Zapfl auf 52,41 % und Pecher auf 47,59 % der Stimmen. Bei der Wahl 2022 konnte der amtierende Bürgermeister sein Amt mit 52,09 Prozent der Stimmen im ersten Wahlgang verteidigen.

#### Chronik der Bürgermeister

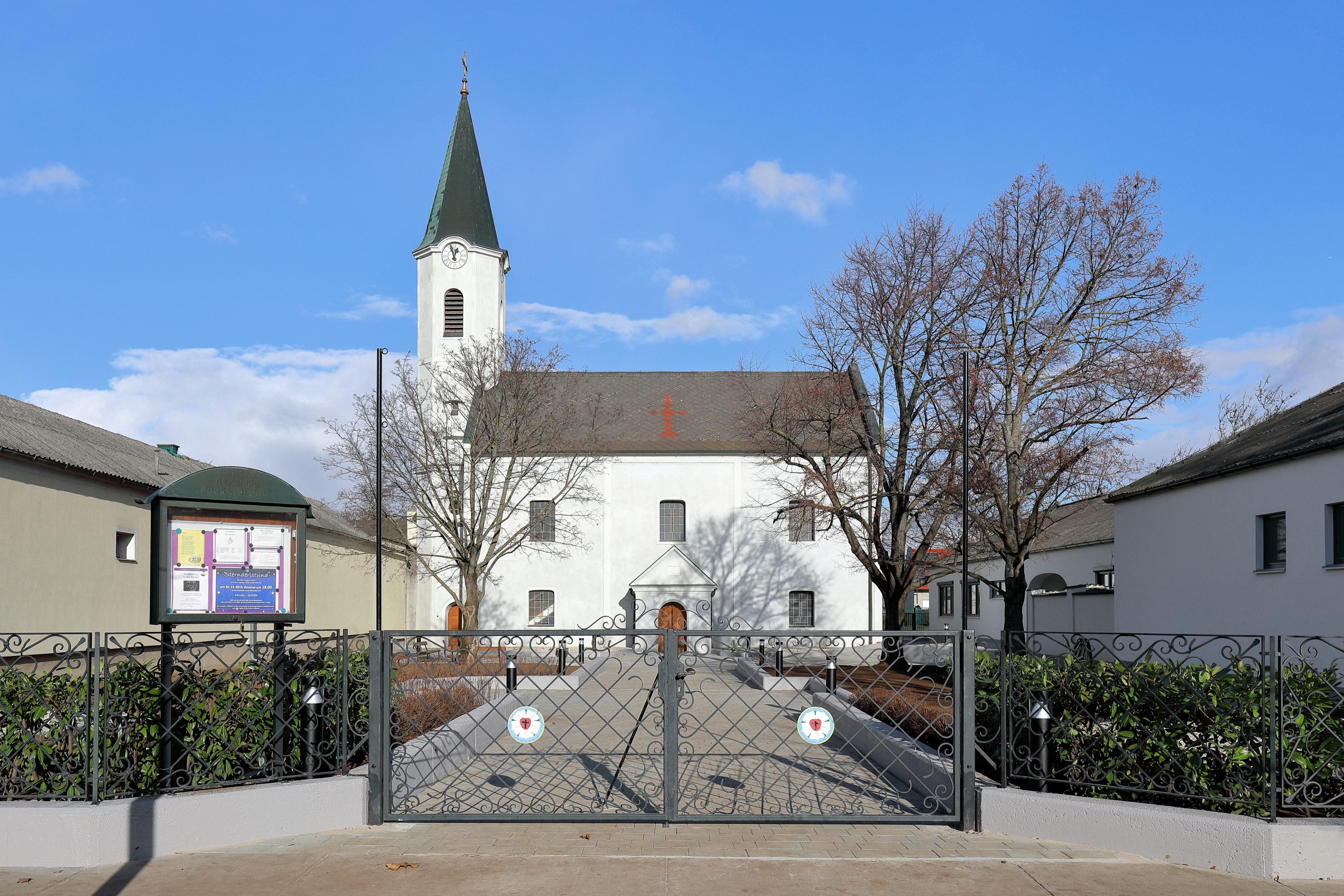
Evangelische Pfarrkirche Nickelsdorf

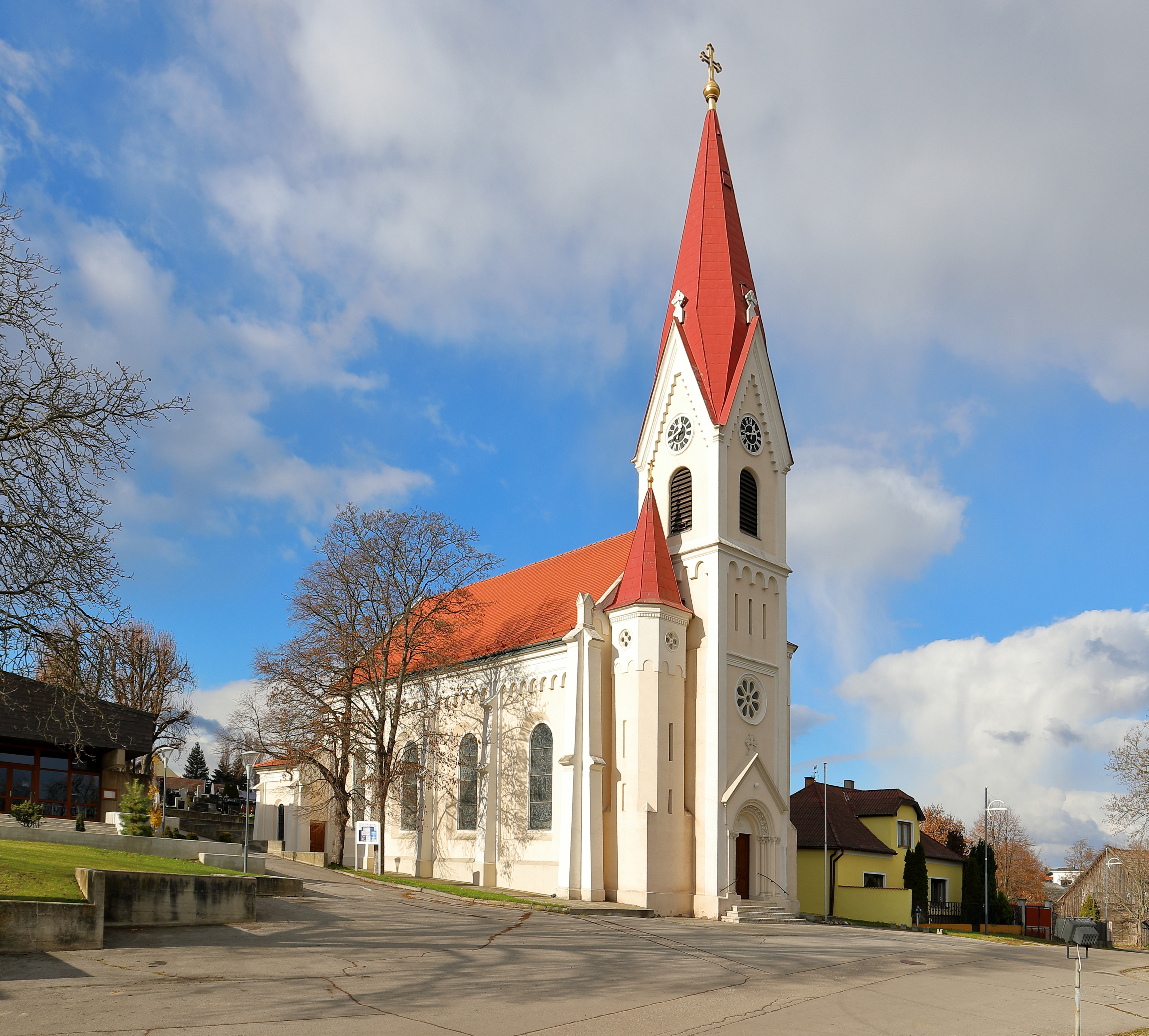
Katholische Pfarrkirche Nickelsdorf

- ab 8. April 1945 Rudolf Juno
- ab Mai 1945 Matthias Lang
- 1947–1950 Andreas Roth (SPÖ)
- 1950–1954 Franz Scherhaufer (ÖVP)
- 1954–1966 Andreas Roth (SPÖ)
- 1966–1972 Johann Weiss (SPÖ)
- 1972–1982 Alfred Nachnebel (ÖVP)
- 1982–1996 Gerhard Jocham (SPÖ)
- seit 1996 Gerhard Zapfl (SPÖ)

### Wappen
Blasonierung: Drei weiße lilienähnliche Blüten mit grünen lanzettförmigen Blättern entspringen einem roten Herzen auf einem goldenen (gelben) Wappenschild.

### Gemeindepartnerschaften
Die Gemeinde unterhält folgende Partnerschaften:
- Geretsried in Oberbayern, Deutschland
- Pusztavám in Fejér, Ungarn
- Chamalières, Frankreich

## Persönlichkeiten
- Hans Sylvester (1897–1939), österreichischer Agrarfachmann, Politiker und NS-Opfer
- El Awadalla (* 1956), österreichische Schriftstellerin
- Josef Burger (* 1970), österreichischer Kabarettist